# ماريا آنا من البرتغال
انفانتا ماريا آنا دي براغانزا (13 يوليو 1861 - 31 يوليو 1942)؛ هي انفانتا برتغالية فهي ابنة الخامسة لـ ميغيل الأول ملك البرتغال وزوجته أديلايد من لوفنشتاين-فيرتهايم-روزنبرغ، أصبحت عن طريق الزواج دوقة لوكسمبورغ الكبرى القرينة بزواجها غيلاوم الرابع.

## الأبناء
انجنب ماريا آنا لزوجها غيلاوم حوالي 6 بنات، لم تستطيع انجاب ابن، صدر القانون على تحويل أبناء الدوق من البروتستانتية (مذهب الدوق) إلى الكاثوليكية هو مذهب الدوقة وغالبية سكان لوكسمبورغ:-
- ماري أديلايد (1924-1894) هي أول دوقة تحمل لقب الدوقة وكسمبورغ الكبرى خلفاً لوالدها، توفيت غير متزوجة.
- شارلوت (1985-1896) كانت الدوقة لوكسمبورغ الكبرى بعد تنازل شقيقتها، تزوجت من الأمير فيلكس من بوربون-بارما، لهم ذرية.
- هيلدا (1979-1897) تزوجت من أدول فون شوارزنبرغ، ليس لها ذرية.[2]
- أنطونيا (1954-1899) تزوجت من روبرشت، أمير بافاريا الوراثي، كانت زوجته الثانية، لهم ذرية.
- إليزابيث (1950-1901) تزوجت من الأمير لودفيغ فيليب من ثورن وتاكسيس، لهم ذرية.
- صوفي (1941-1902) تزوجت من إرنست هاينريش من ساكسونيا، لهم ذرية.

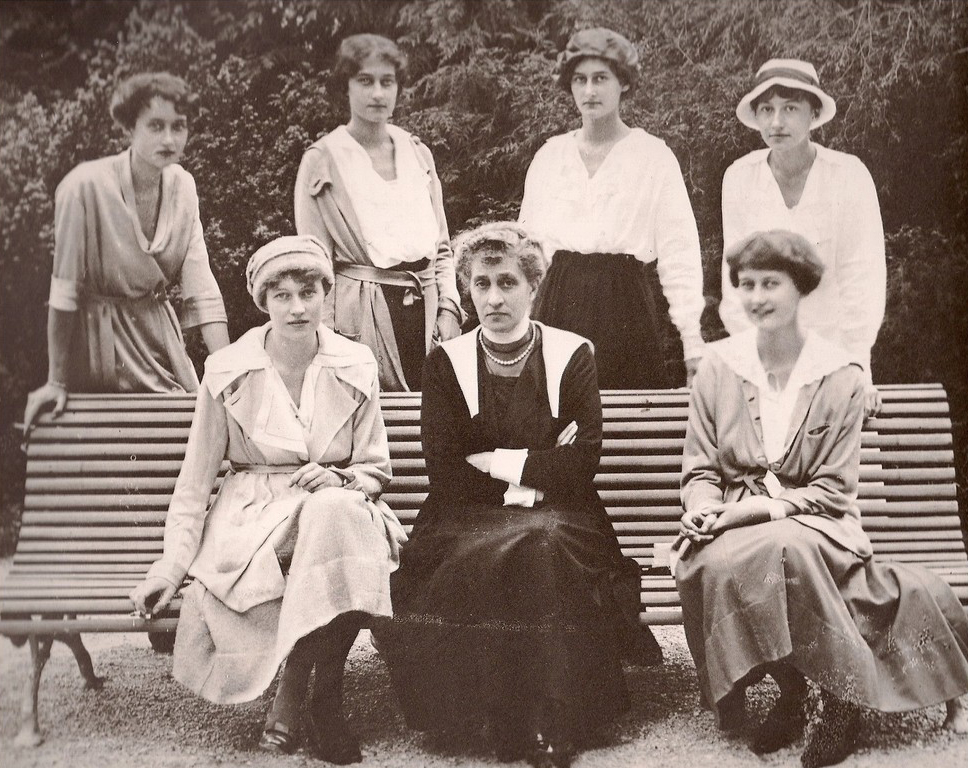
انفانتا ماريا آنا ومع بناتها الستة، في أغسطس 1920.

أصبح غيلاوم دوقاً بعد وفاة والده في 1905، وكان أخر ذكر من أسرة ناساو، أصبحت ابنتها الكبرى الوريثة في عام 1907، وبعد وفاته أصبحت الدوقة الكبرى حتى أُجبرت على التنازل إلى شقيقتها الثانية شارلوت التي أصبحت الدوقة منذ عام 1919.
ماري آنا أصبحت وصية على زوجها أثناء مرضها بـ عضال بين عامي 1908-1912، ثم أصبحت وصية على ابنتها الكبرى ماري أديلايد في 1912.
توفيت الأرملة ماريا آنا في المنفى نيويورك في 31 يوليو 1942، بعد فرار العائلة المالكة بسبب احتلال الألماني خلال الحرب العالمية الثانية.